# 宮本包則
宮本 包則（みやもと かねのり、1830年（天保元年）8月25日 - 1926年（大正15年）10月24日）は、幕末から明治・大正期の代表的刀工。帝室技芸員。

## 人物
1830年（天保元年）、伯耆国大柿（現鳥取県東伯郡三朝町大柿）に醸造家の次男として生まれる。本名は宮本志賀彦。幼時は沢次郎と名乗った。郷里が輩出した平安末期の名匠で「童子切」の作者である伯耆安綱を慕って刀工を志し、1851年（嘉永4年）、22歳のときに備前国長船（現、岡山県瀬戸内町）を訪ねて、長州藩と関係の深い横山祐永の門を叩くが拒絶される。しかし、同じく長船の刀工で「友成五十八世孫」を名乗る横山祐包に入門を許され、7年間の収斂で備前伝を習得した。師の祐包より「包」の偏諱を得て包則を名乗り、1857年（安政4年）に帰国して鳥取藩家老・伯耆国倉吉領主荒尾直就の抱工となる。
その後、将軍徳川家茂上洛および孝明天皇の石清水八幡宮行幸などにより攘夷が国是となった1863年（文久3年）に京都に上がり、新刀初期の名工堀川国広ゆかりの三条堀川に鍛冶場を設けた。水戸徳川家から徳川斉昭の子である池田慶徳を迎えた鳥取藩は尊王攘夷派として長州藩と緊密な関係を構築し、そうしたなかで包則は詫間樊六の三尺刀など「因幡二十士」の佩刀をはじめ、勤王のために上洛した諸藩士の注文に積極的に応じた。こうした経緯で皇族の重鎮である有栖川宮熾仁親王の知遇を得、1866年（慶応2年）には孝明天皇の御剣を鍛錬し、翌年に能登守の受領名を与えられる。
王政復古の後は、東征大総督となった有栖川宮および鳥取藩兵とともに桑名藩の鎮撫に従軍し、途次の大津などで作刀している。桑名藩帰順後に京都に凱旋すると、戊辰戦争での官軍勝利を祈念して伏見稲荷大社に130日あまり参篭し、三条小鍛冶宗近が稲荷大神の助けを得て名刀小狐丸を鍛えたという謡曲に伝わる故事にならい、斎戒沐浴して仮居を社内に構え、「焼刃の水」を用いて奉納刀を鍛えた。伏見稲荷大社には「鎮国神器伯耆国大柿宮本能登守菅原朝臣包則　明治元年十月八日奉稲荷社納稲荷神山剣石百日参籠シテ謹鍛之」との銘による太刀が現存する。さらに、御即位をひかえた明治天皇の御太刀と御短刀を鍛えた。
明治新政府の改革が進むと、洋装化した官員の間で脱刀の傾向が定着し、さらに1876年（明治9年）の廃刀令布告により、在官以外の一般の人々の帯刀が禁じられたため、作刀の機会が激減した。このため郷里に戻り、農具や包丁などの鍛造で口糊をしのぐなど、苦境の時期をしばらく経験する。
しかし、明治天皇は文明開化の風潮のなかで日本の伝統文化が衰微していることを憂慮され、京都の復興や神事、諸芸の振興などに配慮された。そうした状況のなか、1886年（明治19年）に伊勢神宮の式年遷宮を迎え、太刀などの奉納が必要となる。これをうけ、靖国神社遊就館取締で刀剣鑑定家として知られた今村長賀は包則を強く天皇に推挙した。包則は、同じく鳥取県出身の日置兼次とともに造神宮使から鍛造の命をうけて上京し、靖国神社内に設けられた鍛錬場において、神宝として太刀66振・鉾42枚・鏃3,800枚を鍛えあげ、明治天皇から高い御評価を得た。
その後、包則は1906年（明治39年）4月4日に月山貞一（初代）と共に帝室技芸員となり、彫刻家の高村光雲や洋画家の黒田清輝など、他分野の名工・芸術家と親交を結ぶ。
包則は帝室技芸員の務めとして、1915年（大正4年）の大正天皇の御大典に際して大元帥刀の製作を命じられ、これを鍛造して奉納した。そのほか、摂政宮裕仁親王（のちの昭和天皇）や秩父宮雍仁親王など多くの皇室の護刀、さらに平安神宮および明治神宮の御神宝を勅旨により鍛錬した。こうして包則は作刀の伝統および刀工の位置づけを現代刀匠に伝承したのち、1926年（大正15年）10月24日、97歳という高齢で没した。墓所は染井霊園にある。
包則は岩根則重など技量を伝承するに足る直系の弟子たちがいずれも早世したこともあり、刀匠の世界での彼の存在感は強くはない。しかし、孝明・明治・大正・昭和の四代にわたる天皇の御剣を鍛え、禁裏・宮中と刀剣の連関を明治維新を越えて担当した最後の御用鍛冶である。また、「五家伝」を引き受けた最後の新々刀工と位置づけられる。
長寿で、実に90歳代にいたるまで鍛刀を続けたため、作品は多く残る。銘は幕末期の「宮本能登守包則」や「於皇都三条因幡宮本包則」などに加え、明治・大正期は「正七位宮本包則」、さらに宮中に近侍する立場として宮本の姓にかえて皇臣たる菅原の氏を記した「帝室技藝員菅原包則」など多様である。なお、明治期は太刀銘で切られるが、楷書・草書など様々な書体を用いた。このため、包則の銘を刻んだ贋作もまま見受けられる。
廃刀令以降における作刀は上記のような皇室や神宮の関連、あるいは陸海軍将官の軍刀にくわえ、著名な占術家だった飯野吉三郎など顧客からの注文打による懐剣など短刀が増えている。また、羽山円心とともに実験的に洋鉄による鍛造も試み、一方で京都国立博物館が所蔵する「薙刀　銘大和尻懸住則長作　切付銘宮本能登守包則継之」など、大坂夏の陣で焼け身となった名刀の修復にも従事している。
作風は匂出来、互の目丁子、火焔切先の備前長船兼光にならった備前伝を基調とするが、相州伝や山城伝なども研究的に試みている。同世代で、同じく帝室技芸員となった初代月山貞一の華やかな刃文と明るい地金、さらに彫刻の入る華麗で工芸的作品とは対照的に、包則は質実剛健・地味で古典的な作品が多い。それゆえ、素人目には美術刀剣としての評価は初代月山貞一よりも見劣りするかもしれない。しかし刀姿は品位が高く、良質な砂鉄を産する山陰地方と縁故があるためか地金は精妙で、早くから皇室に近侍したこともあり、誠実な作風である。いうなれば「刀を職る」通好みの刀匠といえよう。時には正宗をも彷彿させる豪壮な作品も残しており、技量の高さ、確かさが窺える。刀剣に高い鑑識を有しておられた明治天皇の、作刀復興の御要望に十分に応じた名工といえよう。